# Pavel Malchárek
Pavel Malchárek (ur. 16 lutego 1986 w Ostrawie) – czeski piłkarz grający na pozycji obrońcy w klubie FC Rohrendorf.

## Kariera klubowa
Malchárek rozpoczął swoją piłkarską karierę w rodzinnej Ostrawie w FC Vítkovice. W wieku 16 lat zadebiutował w I lidze czeskiej. W 2004 roku przeniósł się do Sparty Praga, ale nie był w stanie przebić się do pierwszego składu. Następnie grał w FC Slovácko, Viktoria Pilzno oraz Tescoma Zlín.
W czerwcu 2011 roku dołączył do Spartaka Trnawa.

## Kariera reprezentacyjna
Pavel Malchárek grał we wszystkich młodzieżowych reprezentacjach Czech. Z reprezentacją U-19 zdobył 3. miejsce na Mistrzostwach Europy do lat 19 w 2003 roku.